# 安塔尔基达斯
安塔尔基达斯（？—前361年），斯巴达外交家、将领。他曾试图把希腊城邦让与波斯人以终结公元前393年的希波战争。公元前388年，他进而与阿尔塔薛西斯二世谈判。他封锁赫勒斯滂海峡后，斯巴达的敌人们接受了“大王和约”(“安塔尔基达斯和约”)，放弃把小亚细亚的希腊城邦让与波斯。约公元前373年，他重返波斯，可他于公元前361年前后的使命失败，他本人自杀而亡。